# Boćki
Boćki è un comune rurale polacco del distretto di Bielsk, nel voivodato della Podlachia.
Ricopre una superficie di 232,06 km² e nel 2004 contava 5 119 abitanti.